# فرهنگ اردوس

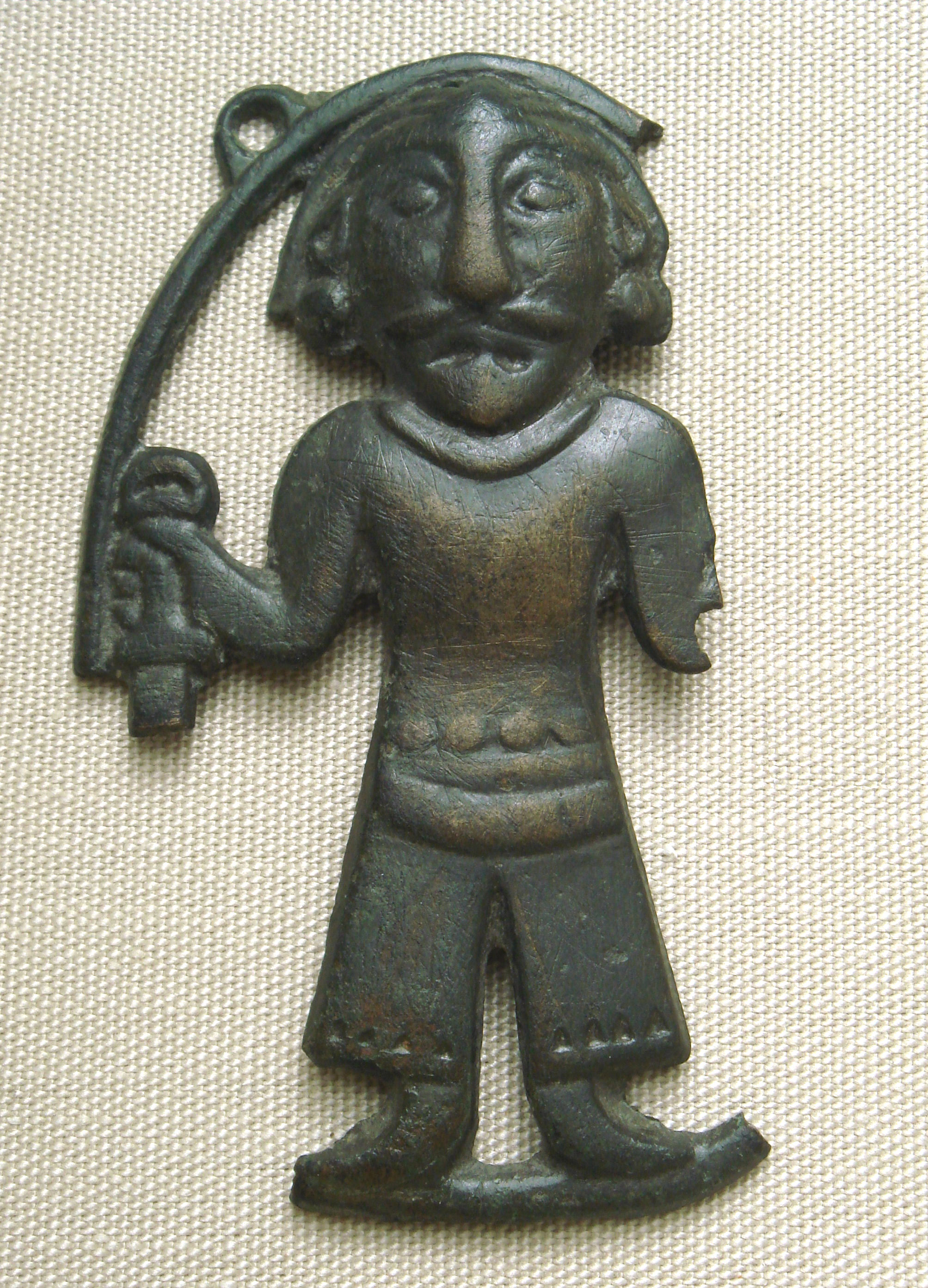
تندیسی برنزی از اردوس. سده سو تا یکم پیش از میلاد. موزه بریتانیا.

فرهنگ اردوس (انگلیسی: Ordos culture) فرهنگی بود از مردمان آلتاییک‌تبار در فلات اردوس در منطقه امروزی مغولستان داخلی چین. این فرهنگ در عصر برنز و اوایل عصر آهن از سده‌های ششم تا دوم پیش از میلاد شکوفا بود.
فرهنگ اردوس شرقی‌ترین منطقه گسترش اقوام ایرانی‌تبار در آسیا و بنابراین شرقی‌ترین ناحیه گسترش مردمان هند و اروپایی در زمان‌های باستان به شمار می‌آید. در اردوس گنجینه‌های چشم‌گیری از هنر سکایی یافت شده‌است.
در زمان دودمان‌های چین و هان، از سده ششم تا سده دوم پیش از میلاد، این ناحیه دست‌کم به‌طور اسمی زیر کنترل سلسله‌های چینی قرار گرفت.
در زمان ورود کوچ‌گردان اسب‌سوار ایرانی‌تبار از سوی شمال غرب به منطقه اردوس، این فلات پوشیده از چمنزار، بیشه و درختزار بود و چندین رودخانه آن را آبیاری می‌کردند. اردوس در آن زمان بهترین چراگاه‌ها را در میان دشت‌های آسیا داشت، اما امروزه به خاطر چرای بیش از حد و تغییرات اقلیمی این ناحیه تبدیل به بیابان اردوس شده‌است.
یافته‌های هنر سکایی در اردوس دربرگیرنده تیغه‌های شمشیر، آهن‌آلات تزئینی نوک خیمه‌ها، ساز و برگ اسب‌ها و تزئینات فلزی جامه‌ها می‌شود. در هنر اردوس تأثیراتی از هنر چینی نیز دیده می‌شود. بسیاری از یافته‌های فلزی این منطقه به خاطر بیابانی شدن رو به گسترش منطقه، از زیر خاک نمایان شده‌اند.
بقایای انسانی یافته شده در اردوس نشانگر هند و اروپایی بودن مردمان باستان آن است. با این حال برخی نظریه برای ترکتبار بودن بخشی از مردم اردوس را نیز مطرح کرده‌اند.